# 5797 Bivoj
5797 Bivoj è un asteroide near-Earth del diametro medio di circa 0,4 km. Scoperto nel 1980, presenta un'orbita caratterizzata da un semiasse maggiore pari a 1,8935476 UA e da un'eccentricità di 0,4443812, inclinata di 4,19023° rispetto all'eclittica.